# Unione Sportiva Pontedecimo 1932-1933
Questa pagina raccoglie i dati riguardanti l'Unione Sportiva Pontedecimo nelle competizioni ufficiali della stagione 1932-1933.

## Rosa
| N. |                   | Ruolo | Calciatore          |
| -- | ----------------- | ----- | ------------------- |
|    | Italia (bandiera) | C     | Egidio Barzaghi     |
|    | Italia (bandiera) | A     | Vittorio Cardellino |
|    | Italia (bandiera) | P     | Giovanni Corsino    |
|    | Italia (bandiera) | D     | Ghio                |
|    | Italia (bandiera) | D     | Grondona            |
|    | Italia (bandiera) | A     | Enrico Mazzarello   |

| N. |                   | Ruolo | Calciatore      |
| -- | ----------------- | ----- | --------------- |
|    | Italia (bandiera) | D     | Dino Menegatti  |
|    | Italia (bandiera) | C     | Paci            |
|    | Italia (bandiera) | C     | Luciano Peretti |
|    | Italia (bandiera) | D     | Poggi           |
|    | Italia (bandiera) | A     | Sandalo         |